# Chrysopogon muelleri
Chrysopogon muelleri är en tvåvingeart som beskrevs av Roder 1892. Chrysopogon muelleri ingår i släktet Chrysopogon och familjen rovflugor. Inga underarter finns listade i Catalogue of Life.